# Brunius
För släkterna Brunius, se Brunius (släkter)
Brunius är ett svenskt efternamn, som den 30 maj 2017 bars av 147 personer bosatta i Sverige. 

## Personer med efternamnet Brunius
- Anne-Marie Brunius (1916–2002), skådespelare
- August Brunius (1879–1926), författare, kritiker
- Axel Brunius (1876–1951), tidningsman
- Britta Brunius (1912–2000), skådespelare
- Carl Georg Brunius (1792–1869), arkitekt, byggmästare, professor
- Célie Brunius (1882–1980), journalist
- Clas Brunius (1920–1998), redaktör och kulturjournalist
- Edvard Brunius (1905–2000), folkhälsoexpert, professor
- Frans Brunius (1866–1953), kontraktsprost
- Frithiof Brunius (1907–1983), kyrkoherde
- Gomer Brunius (1748–1819), kyrkoherde
- Gomer T. Brunius (1909–2009), direktör, ryttmästare
- Gull Brunius (1927–2016), översättare
- Göran Brunius (1911–2005), konstnär och författare
- Hakon Brunius (1842–1902), uppfinnare, elektriker
- Jan Brunius (1930–2019), museiman
- John W. Brunius (1884–1937), skådespelare, filmregissör
- Louise Brunius (1799–1880), författare
- Palle Brunius (1909–1976), radioman, teaterchef
- Pauline Brunius (1881–1954), skådespelare, teaterchef
- Peter Brunius (född 1942), konstnär, musiker
- Teddy Brunius (1922–2011), idéhistoriker
- Wiola Brunius (1911–1999), skådespelare
- Åsa Brunius (född 1976), politiker, vänsterpartist